# Sedum obtusifolium
Sedum obtusifolium là một loài thực vật có hoa trong họ Crassulaceae. Loài này được C.A. Mey. miêu tả khoa học đầu tiên năm 1831.